# Bastogne (okręg)
Bastogne (fr. Arrondissement administratif de Bastogne, nld. Arrondissement Bastenaken, niem. Bezirk Bastnach) – okręg w północnej Belgii, w Regionie Walońskim, w prowincji Luksemburg.  

## Podział administracyjny
Okręg podzielony jest na siedem gmin (nld. gemeente, fr. commmune, niem. Gemeinde), w skład których wchodzą 32 dzielnice (deelgemeente)
| - Bastogne (Bastenaken / Bastnach), miasto - Bertogne - Flamierge - Lavacherie - Longchamps - Longvilly (Lingsweiler) - Noville - Villers-la-Bonne-Eau (Weilerbach) - Wardin - Fauvillers (Feitweiler) - Hollange - Tintange (Tintingen) - Gouvy (Geilich) - Beho (Bochholz) - Bovigny (Bowies) - Cherain - Limerlé (Lomerslaer / Lamerscher) - Montleban - Houffalize (Hohenfels), miasto - Mabompré - Mont - Nadrin - Tailles - Tavigny - Wibrin | - Sainte-Ode - Amberloup - Tillet - Vaux-sur-Sûre - Hompré - Juseret - Morhet - Nives - Sibret - Vaux-lez-Rosières - Vielsalm (Altsalm) - Bihain - Grand-Halleux - Petit-Thier |

## Zmiany administracyjne
- 2 grudnia 2024
  - przyłączenie gminy Bertogne do miasta Bastogne